# Paul Kimmage
Paul Kimmage est un ancien coureur cycliste irlandais, né le 7 mai 1962 à Dublin. Il est aujourd'hui journaliste. 

## Biographie
Il a été professionnel de 1986 à 1989 dans les équipes RMO puis Fagor. Il participe au Tour de France en 1986, 1987 et 1989.
En 1989, dégoûté du cyclisme, il se lance dans le journalisme.
En 1990, il publie Rough Ride, livre dans lequel il décrit sa vie de coureur de seconde zone et les mœurs du milieu professionnel. Il obtient le prix William Hill Sports Book of the Year (en) (Livre irlandais de sport de l'année) et collabore au Sunday Times. 
Reconverti journaliste et farouche opposant au dopage, il prend violemment à partie Alexandre Vinokourov en 2007, lors de la conférence de presse d'avant Tour. Il se montre par ailleurs particulièrement véhément au retour de Lance Armstrong dans le milieu cycliste en 2009.
En 2011, il publie The Fall and Rise of Matt Hampson.
En 2012, il est poursuivi par Pat McQuaid (Président de l'UCI), Hein Verbruggen (ancien Président de l'UCI) et l'UCI, pour une interview de Floyd Landis dans laquelle le coureur accusait l'UCI d'avoir volontairement ignoré un contrôle positif de Lance Armstrong, en 2001.

## Palmarès
| - 1979 - 2e du championnat d'Irlande sur route juniors - 1980 - Fiat Junior Grand Prix - 1981 - Champion d'Irlande sur route - 4e étape de la Coast-to-Coast Race - Harry Reynolds Memorial - 1982 - 1re et 5e étapes du Tour d'Ulster - Tour of the Ards - Allied Irish Banks Trophy - 2e du Tour d'Ulster | - 1983 - 2e du Manx Trophy - 1984 - Champion d'Irlande sur route - 5e étape du Clonakilty International Weekend - 3e du Clonakilty International Weekend - 1985 - Tour du Cambrésis - Grand Prix de Saint-Souplet - 6e du championnat du monde sur route amateurs - 9e de Bordeaux-Paris - 1987 - 8e du Tour d'Irlande |  |

## Résultats sur les grands tours

### Tour de France
3 participations
- 1986 : 131e
- 1987 : abandon (21e étape)
- 1989 : abandon (12e étape)

### Tour d'Italie
1 participation
- 1989 : 84e